# 約翰斯 (密西西比州)
約翰斯（英語：Johns）是位於美國密西西比州蘭金縣的非建制地區。

## 歷史
約翰斯的郵局於1891年設立，其後於1955年停運。

## 地理
約翰斯所處的海拔為高於海平面109米（即358英呎），而該地所採用的時區為UTC-6，即北美中部時區（CST）。同時該地設有夏令時間，為UTC-6調快一小時，即UTC-5（CDT）。